# Леклер, Гийом
Гийом Леклер (фр. Guillaume Leclerc; 20 февраля 1996, Безансон, Франция) — французский хоккеист, нападающий клуба «Гренобль» и сборной Франции.

## Биография
Родился в городе Безансон. Воспитанник хоккейного клуба «Амьен», выступал за команду на молодёжных и юниорских соревнованиях Франции. В сезоне 2013/14 выступал в Североамериканской хоккейной лиге за команду «Остин Брюинз». Затем два сезона провёл в хоккейной лиге США в составе команды «Мэдисон Кэпитолз».
С 2016 по 2018 год играл за студенческую команду Массачусетского университета. В 2017 году стал чемпионом национальной студенческой ассоциации США по хоккею с шайбой. В 2018 году вернулся во Францию, в хоккейный клуб «Гренобль».
В 2012 году дебютировал за французскую сборную на юниорском чемпионате мира. Выступал за юниорские и молодёжные составы Франции. В 2018 году впервые сыграл за основную команду на чемпионате мира. В 7 матчах Гийом забросил одну шайбу и отдал одну голевую передачу.